# Home Wanted
Home Wanted è un film muto del 1919 diretto da Tefft Johnson. Prodotto e distribuito dalla World Film, aveva come interpreti la piccola Madge Evans (che all'epoca aveva dieci anni), William T. Carleton, Anna Lehr.

## Trama
All'orfanotrofio di Middleport, ogni sera Madge Dow sogna di trovarsi nella stanza che vede illuminata nella casa di fronte all'istituto, dall'altra parte della strada, illudendosi, prima di addormentarsi, di avere anche una bellissima mamma che le rimbocca le coperte. Quando Madge e l'amico Spotty scappano per andare a trovare Letty Thompson, scoprono che nella casa misteriosa abita il maggiore Amesworth, un vecchio ufficiale burbero e scontroso, pieno di acciacchi e ancora rancoroso nei confronti del mondo fin da quando la sua unica figlia l'aveva lasciato per sposarsi contro la sua volontà. Alle prese con il maggiore, i due ragazzini provocano una serie di pasticci che irritano il vecchio militare, fino a scappare, spaventati, e lasciarlo abbandonato su una collina sotto un temporale. Dick Washburn, un medico che corteggia Letty, soccorre Amesworth e poi se ne prende cura, guarendolo dalla sua gotta. La madre di Letty, intanto, si oppone al matrimonio della figlia con Dick, il quale non ha mai saputo chi sono i suoi genitori. Sarà Amesworth a risolvere la situazione, rivelando a Madge che Dick non è altri che suo nipote, figlio della figlia perduta. Dopo il matrimonio di Letty e Dick, Madge va a vivere insieme al maggiore, trovano in lui la famiglia che non ha mai avuto.

## Produzione
Il film, prodotto dalla World Film, venne girato nel New Jersey, negli studi della Peerless a Fort Lee.

## Distribuzione
Il copyright del film, richiesto dalla World Film Corp., fu registrato il 2 luglio 1919 con il numero LU13937.

Distribuito dalla World Film, il film uscì nelle sale statunitensi il 30 giugno 1919.
Non si conoscono copie ancora esistenti della pellicola che viene considerata presumibilmente perduta.